# بتيتة
بتيتة (بالكردية: Pitêtê‏) هي قرية سوريّة تتبع إداريّاً لمحافظة حلب منطقة عفرين ناحية مركز عفرين. بلغ تعداد سكانها 54 نسمة حسب التعداد السكاني لعام 2004م، و288 نسمة حسب قيود السجل المدني لنهاية عام 2005.